# أديسون ريتشاردز
أديسون ريتشاردز (بالإنجليزية: Addison Richards)‏ هو ممثل أمريكي، ولد في 20 أكتوبر 1887 بزانيسفيل في الولايات المتحدة، وتوفي في 22 مارس 1964 بلوس أنجلوس في الولايات المتحدة بسبب نوبة قلبية.

## أعمال

### أفلام
- (1934) الوكيل البريطاني
- (1936) أنتوني السيء
- (1938) مدينة الصبيان
- (1939) عندما يأتي الغد
- (1941) الكذبة الكبرى
- (1942) كبرياء اليانكيز
- (1944) منذ أن رحلت
- (1945) المسحورة
- (1946) أنا وملك سيام
- (1947) السيد فيردو[5][6]

## وصلات خارجية
- أديسون ريتشاردز على موقع IMDb (الإنجليزية)
- أديسون ريتشاردز على موقع ألو سيني (الفرنسية)
- أديسون ريتشاردز على موقع أول موفي (الإنجليزية)
- أديسون ريتشاردز على موقع قاعدة بيانات برودواي على الإنترنت (الإنجليزية)
- أديسون ريتشاردز على موقع قاعدة بيانات الأفلام السويدية (السويدية)
- أديسون ريتشاردز على موقع إن إن دي بي (الإنجليزية)
- أديسون ريتشاردز على موقع قاعدة بيانات الفيلم (الإنجليزية)
- أديسون ريتشاردز على موقع كينوبويسك (الروسية)